# 斯洛伐克人口
斯洛伐克2020年時約有人口546萬人。斯洛伐克的大多數國民是斯洛伐克人，佔總人口的80.7%。匈牙利人是斯洛伐克最大的少数民族，佔總人口的8.5%，主要居住在東部和南部地區。其他主要少數民族包括斯洛伐克羅姆人、捷克人、克羅埃西亞人、盧森尼亞人、烏克蘭人、德國人、波蘭人、塞爾維亞人和猶太人。